# Đại ban
Đại ban (tiếng Trung: 大班; Việt bính: tai-pan; Lưu Tích Tường: daai6baan1, dịch nôm na là 'tầng lớp đầu sỏ') là người điều hành hãng buôn cấp cao hay chủ doanh nghiệp vận hành ở Trung Quốc hoặc Hồng Kông.

## Lịch sử
Xuyên suốt thế kỷ 19 và đầu thế kỷ 20, đại ban là những doanh nhân sinh ra ở nước ngoài chịu trách nhiệm đứng đầu các thương xá Dương hành rộng lớn ví dụ như Jardine, Matheson & Co., Swire, Dent & Co. và nhiều hãng buôn khác.
Lần đầu tiên ghi nhận việc người ta sử dụng thuật ngữ đại ban (tai-pan) trong tiếng Anh là trên tờ Canton Register ngày 28 tháng 10 năm 1834. Có nhiều cách viết khác nhau trong quá khứ như taepan (xuất hiện lần đầu), typan và taipan.
Thuật ngữ này còn chỉ đến các đại gia đầu sỏ người Philippines gốc Hoa vốn là những tỷ phú sáng lập đầy quyền năng của các đế chế kinh doanh Hoa-Phi.

## Danh sách các đại ban
Danh sách này không đầy đủ, bạn cũng có thể giúp mở rộng danh sách.
- William Jardine,[5] hãng Jardine Matheson (1843–1845): Hồng Kông
- James Matheson, hãng Jardine Matheson (1796–1878), Hồng Kông
- Lawrence Kadoorie,[6] hãng China Light and Power (1899-1993): Hồng Kông
- Alasdair Morrison,[7] hãng Jardine Matheson (1994-2000): Hồng Kông
- Simon Murray,[8] hãng Hutchison Whampoa (1984-1994): Hồng Kông
- Percy Weatherall (sinh năm 1957), hãng Jardine Matheson: Hồng Kông
- William Keswick (1834–1912): Scotland
- Merlin Bingham Swire (sinh năm 1973): Anh
- Douglas Lapraik (1818–1869): Anh
- John Johnstone Paterson (1886-1971), hãng Jardine Matheson: Hồng Kông
- John Charles Bois (1848-1918), hãng Butterfield & Swire: Thượng Hải